# Протон-протонный цикл
Протон-протонный цикл — совокупность термоядерных реакций, в ходе которых водород превращается в гелий в звёздах, находящихся на главной звёздной последовательности; основная альтернатива CNO-циклу. Протон-протонный цикл доминирует в звёздах с массой порядка массы Солнца или меньше, на него приходится до 98 % выделяемой энергии.
Цикл принято делить на три основных цепочки: ppI, ppII, ppIII. Существенный вклад в энерговыделение вносят только первые две. Оставшиеся превращения существенны только при точном подсчёте количества высокоэнергичных нейтрино.

## Продукты протон-протонного цикла
Конечным продуктом цепочки ppI, доминирующей при температурах от 10 до 14 миллионов градусов, является ядро атома гелия, возникшее в результате слияния четырёх протонов с выделением энергии, эквивалентной 0,7 % массы этих протонов. Цикл включает в себя три стадии. Вначале два протона, имеющие достаточно энергии, чтобы преодолеть кулоновский барьер, сливаются, образуя дейтрон, позитрон и электронное нейтрино; затем дейтрон сливается с протоном, образуя ядро 3He; наконец, два ядра атома гелия-3 сливаются, образуя ядро атома гелия-4. При этом высвобождаются два протона.
- p + p → 2H + e+ + νe + 0,42 МэВ[4]
- 2H + p → 3He + γ + 5,49 МэВ.[5]
- 3He + 3He → 4He + 2p + 12,85 МэВ.[6]

Другие две цепочки (ppII и ppIII) вносят вклад в цикл при более высоких температурах, чем ppI. На Солнце около 85 % слияний водорода в гелий-4 происходят через ppI.
Время, через которое Солнце израсходует своё «топливо» в ядре и эта реакция там прекратится, оценивается в 6 миллиардов лет. Дальнейшая эволюция Солнца связана со сжатием ядра, где начнётся ядерное горение гелия и продолжением горения водорода в сферической оболочке вокруг ядра.

## pp-реакция
Реакция слияния двух протонов происходит в две стадии. Сначала два протона образуют дипротон ({\displaystyle \mathrm {^{2}He} }):
{\displaystyle \mathrm {_{1}^{1}H} +\mathrm {_{1}^{1}H} \rightarrow \mathrm {_{2}^{2}He} .}
Дипротон практически моментально распадается обратно на два протона (протонный распад), однако в крайне редком случае он успевает испытать β+-распад, превращаясь в дейтрон (ядро дейтерия {\displaystyle \mathrm {^{2}H} }):
{\displaystyle \mathrm {_{2}^{2}He} \rightarrow \mathrm {_{1}^{2}H} +e{^{+}}+\nu _{e}.}
Таким образом, общая формула реакции:
{\displaystyle \mathrm {_{1}^{1}H+_{1}^{1}H} \rightarrow \mathrm {_{1}^{2}H} +e{^{+}}+\nu _{e}+\mathrm {0.42MeV} .}

## pep-реакция
В некоторых случаях (на Солнце 0,25 %, или в одной реакции из 400) слияние протонов в ядро дейтерия происходит не с эмиссией позитрона, а с поглощением электрона. Это слияние двух протонов и электрона называется pep-реакцией (по частицам в начальном состоянии); в ней излучается моноэнергетическое нейтрино с энергией 1,44 МэВ, выпускаемое при электронном захвате.
Общая формула электронного захвата {\displaystyle \mathrm {p} ^{+}+\mathrm {e} ^{-}\rightarrow \mathrm {n} +{\nu }_{e}\,}, и электронный захват происходит внутри дипротона, пока он не распался.

## hep-реакция
Обычно ядро гелия-3, образовавшееся во второй реакции pp-цикла после слияния дейтрона и протона, реагирует с другим ядром 3He (ветвь ppI, 85 % в условиях Солнца) или 4He (ветви ppII и ppIII, суммарно около 15 % на Солнце). В очень редких случаях (10−5 на Солнце) 3He захватывает протон с образованием ядра гелия-4, позитрона и электронного нейтрино. Эта так называемая hep-реакция (название от He+p) редка, так как она происходит посредством слабого взаимодействия — один из трёх протонов, имеющихся в начальном состоянии, должен превратиться в нейтрон — в то время как конкурирующие реакции 3He+3He и 3He+4He, несмотря на более высокий кулоновский барьер, не связаны с изменением заряда нуклонов.